# Stein Endresen
Stein Endresen (* 4. Oktober 1959 in Nesodden) ist ein norwegischer Springreiter.
Gemeinsam mit Morten Djupvik, Tony André Hansen und Geir Gulliksen gewann er 2008 die Bronzemedaille bei den Olympischen Spielen in Peking.
Nach einer positiven Dopingprobe bei Hansens Pferd Camiro wurden dem Team die Medaillen aberkannt.
In der Weltrangliste wurde er 2010 auf Rang 268 geführt.
Endresen lebt in Sandefjord, ist verheiratet und hat zwei Kinder.